# Collection (film)
Pour les articles homonymes, voir Collection.
Collection est un film américain de 2021 écrit par Todd M. Friedman, réalisé par Marianna Palka.

## Distribution
- Alex Pettyfer : Brandon
- Mike Vogel : Ross
- Jacques Colimon : Sean
- Breeda Wool : Rava
- Shakira Barrera : Christina

## Production
En novembre 2019 a été annoncé que les acteurs Pettyfer, Vogel, Colimon, Wool et Barrera seraient tous présents dans le film.

## Accueil

### Sortie
Le film est sorti en salles et en VOD le 17 septembre 2021. Le film dure 1h27,,.

### Réception
Le film a une note de 17 % sur Rotten Tomatoes sur la base de six critiques.